# Hilihambawa Botomuzoi
Hilihambawa Botomuzoi is een bestuurslaag in het regentschap Nias van de provincie Noord-Sumatra, Indonesië. Hilihambawa Botomuzoi telt 720 inwoners (volkstelling 2010).